# Стшижевко
Стшижевко (пол. Strzyżewko, нім. Scharfenort) — село в Польщі, у гміні Ярачево Яроцинського повіту Великопольського воєводства.
Населення — 154 особи (2011).
У 1975-1998 роках село належало до Каліського воєводства.

## Демографія
Демографічна структура станом на 31 березня 2011 року:
|          | Загалом | Допрацездатний вік | Працездатний вік | Постпрацездатний вік |
| -------- | ------- | ------------------ | ---------------- | -------------------- |
| Чоловіки | 76      | 16                 | 53               | 7                    |
| Жінки    | 78      | 17                 | 42               | 19                   |
| Разом    | 154     | 33                 | 95               | 26                   |